# Sidi Badhaj
Sidi Badhaj (franska: Sidi Badhaj (CR), Sidi Badhaj (Commune Rurale), arabiska: أولاد امطاع) är en kommun i Marocko.   Den ligger i provinsen Al Haouz och regionen Marrakech-Safi, i den centrala delen av landet, 300 km söder om huvudstaden Rabat. Antalet invånare är 6 485.